# Bilopillia
Bilopillia (en ukrainien : Білопілля) ou Belopolie (en russe : Белополье) est une ville de l'oblast de Soumy, en Ukraine. Sa population s'élevait à 6 000 habitants en 2024.

## Géographie
Bilopillia est située à 42 km au nord-ouest de Soumy, près de la frontière russe et à 279 km à l'est-nord-est de Kiev.

## Histoire
Bilopillia reçut des privilèges urbains — droit de Magdebourg — et le statut de ville en 1644.
La ville est temporairement occupée par les forces russes lors de Invasion de l'Ukraine par la Russie en 2022.[réf. nécessaire]

Monument à l'Holodomor.
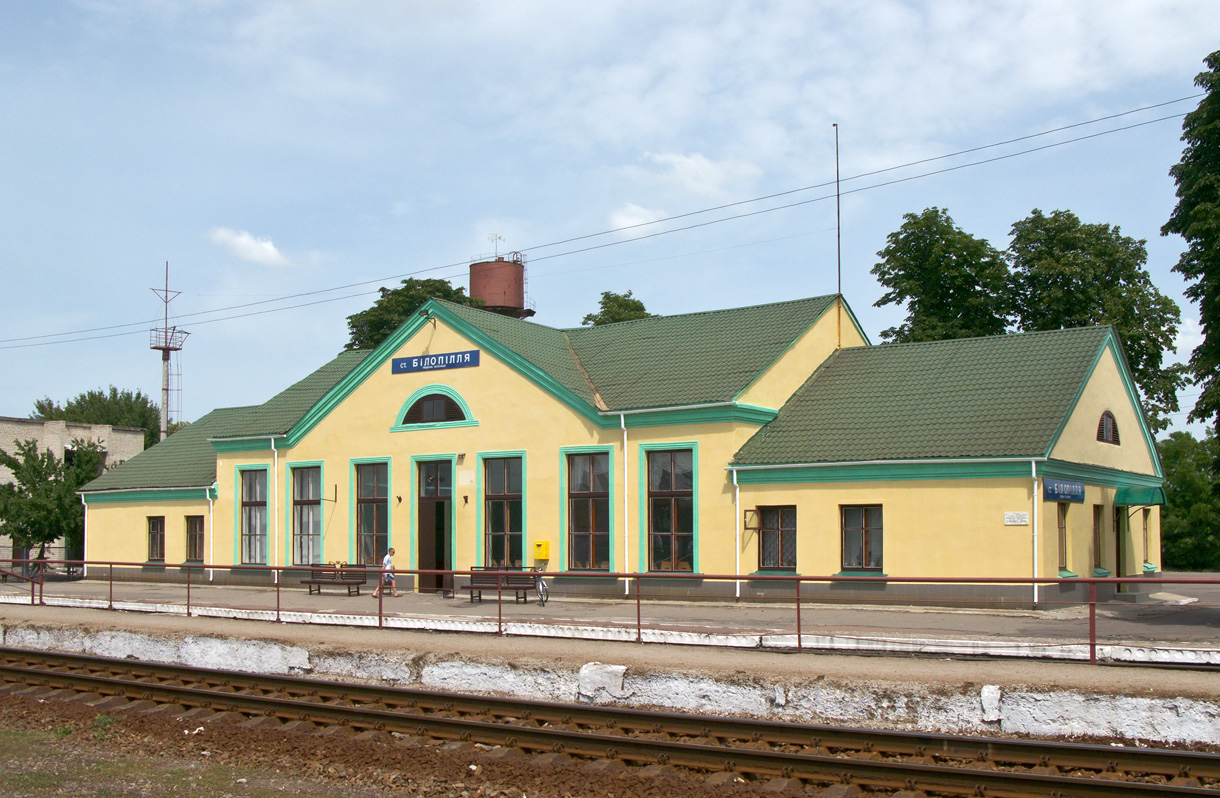
Gare ferroviaire de Bilopillia.
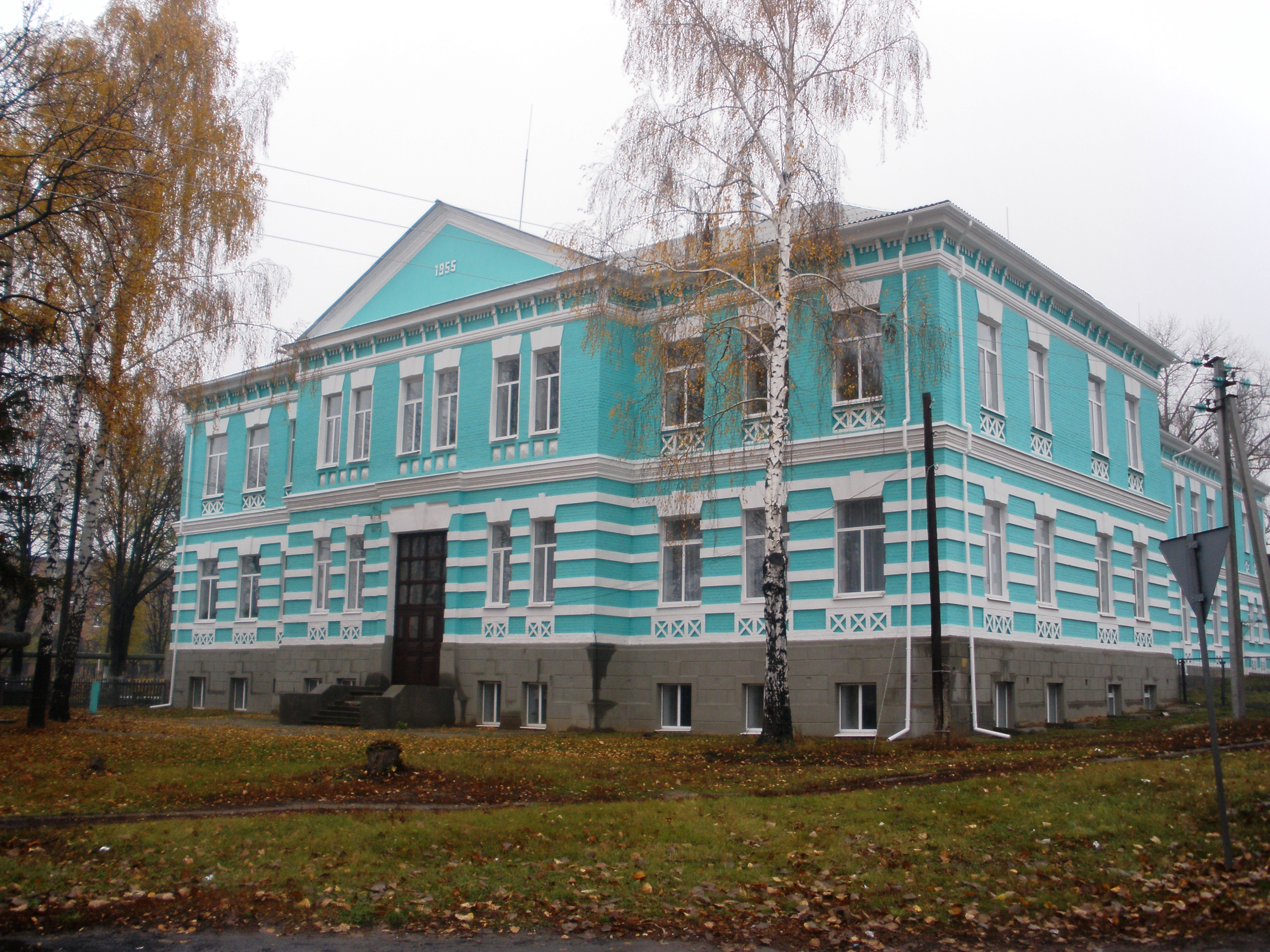
Gymnase-internat.
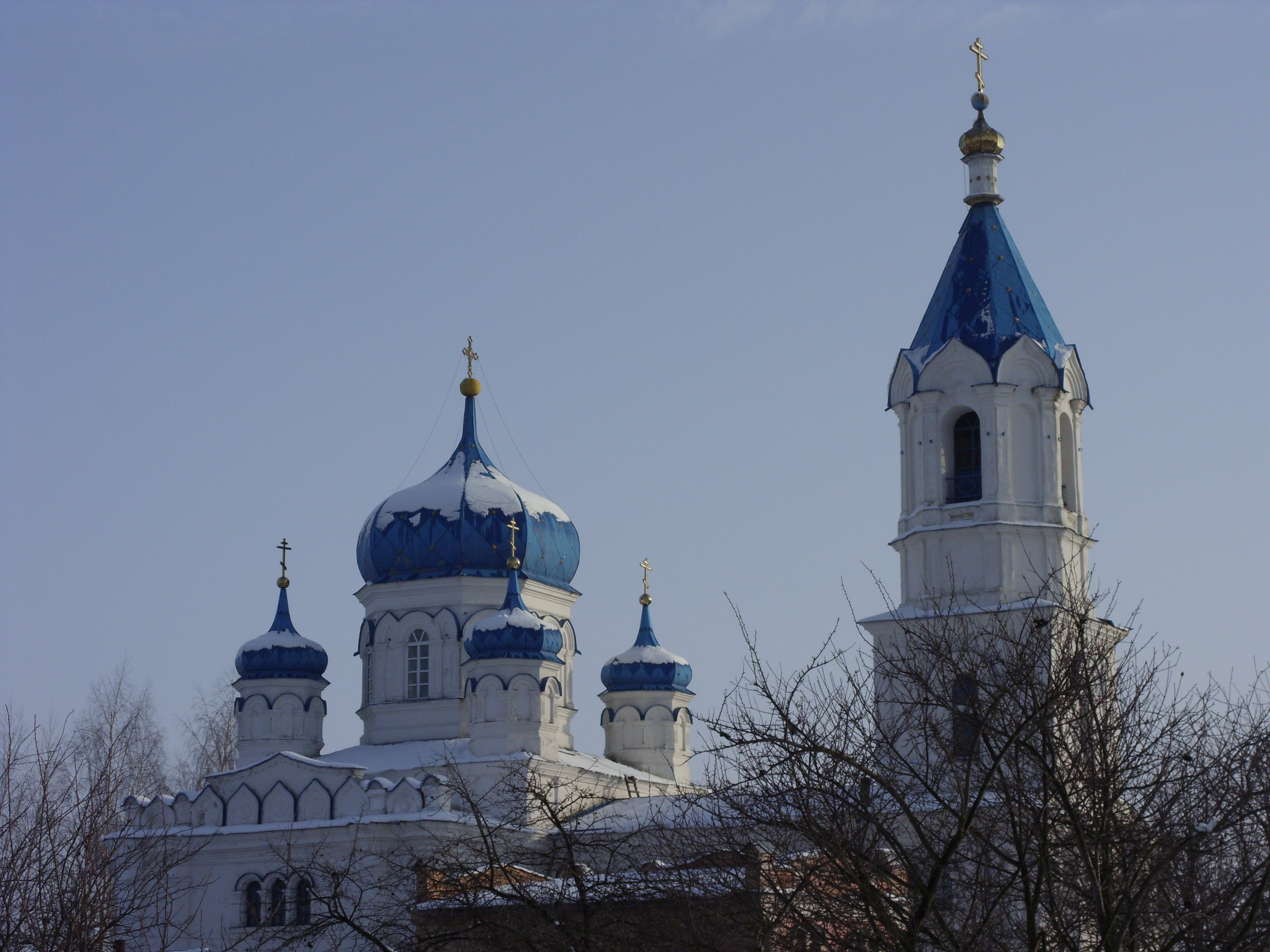
Église Saint-Pierre-et-Saint-Paul.

## Personnalités
- Anton Makarenko (1888-1939), pédagogue ;
- Grigori Beï-Bienko (1903-1971), entomologiste.

## Population
Recensements (*) ou estimations de la population :
| 1785  | 1880   | 1897*  | 1923*  | 1926*  | 1939*  | 1959*  |
| ----- | ------ | ------ | ------ | ------ | ------ | ------ |
| 9 087 | 12 256 | 15 215 | 16 702 | 17 958 | 17 401 | 17 256 |

| 1970*  | 1979*  | 1989*  | 2001*  | 2013   | 2014   | 2015   |
| ------ | ------ | ------ | ------ | ------ | ------ | ------ |
| 19 352 | 19 806 | 19 746 | 18 384 | 16 731 | 16 659 | 16 598 |

| 2016   | 2017   | 2018   | 2019   | 2020   | 2021   | 2022   |
| ------ | ------ | ------ | ------ | ------ | ------ | ------ |
| 16 466 | 16 394 | 16 251 | 16 152 | 15 981 | 15 850 | 15 600 |